# Ca Joan Just
Ca Joan Just és una obra de Poboleda (Priorat) inclosa a l'Inventari del Patrimoni Arquitectònic de Catalunya.

## Descripció
Edifici de paredat de planta baixa, entresòl, pis i golfes, cobert per teulada a dos vessants. A la façana s'hi obren dues portes principals i una auxiliar, dos balcons no sortits a l'entresòl, dos balcons i dues finestres al primer pis i dues finestres a les golfes. La porta principal és adovellada i a la clau hi ha la data de 1727 a la clau; a sobre hi ha una petita fornícula buida.

## Història
El barri o sector del Raval possiblement va ser aixecat durant el segle xvii. Inicialment aquest immoble constituí una sola casa però, al segle xix, es va partir per un envà i va ser ocupada per famílies diferents. La fornícula contenia una imatge de Sant Antoni, cremada durant la guerra civil.